# Leandro Pinto
Leandro Climaco Pinto (San Paolo, 24 gennaio 1994) è un calciatore brasiliano, difensore dello Javor Ivanjica.

## Carriera

### Club
L'8 febbraio 2019 viene acquistato a titolo definitivo dalla squadra serba del Proleter Novi Sad.

## Palmarès

### Club

#### Competizioni nazionali
- Campionato greco: 1

Olympiakos: 2010-2011